# Bronsgriendhaantje
Het bronsgriendhaantje (Phratora vitellinae), ook wel bronzen wilgenhaantje, is een keversoort uit de familie bladkevers (Chrysomelidae). De wetenschappelijke naam van de soort werd als Chrysomela vitellinae in 1758 gepubliceerd door Carl Linnaeus.